# Пароперегреватель

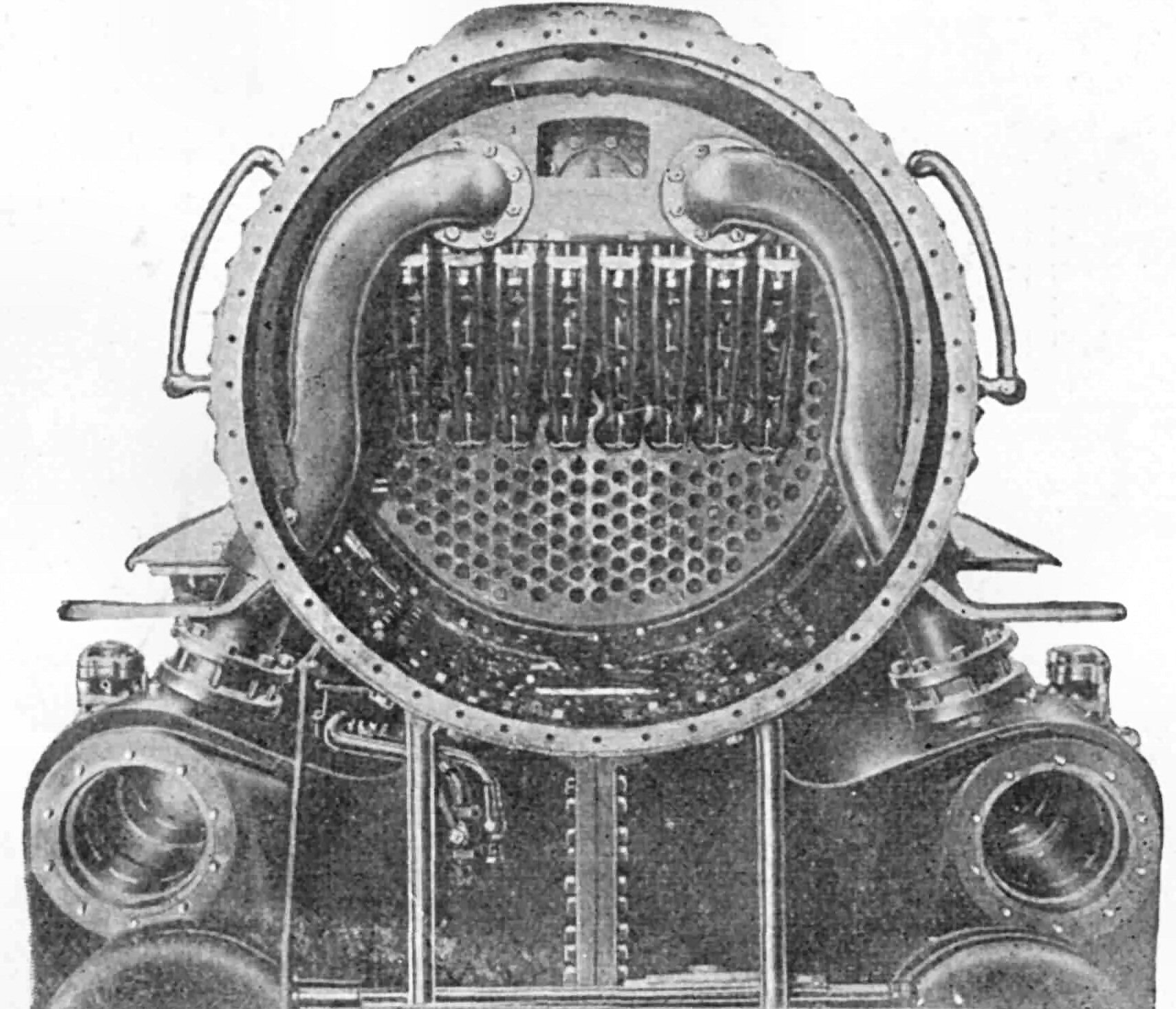
Пароперегреватель паровоза. Вид спереди (со стороны дымовой коробки).

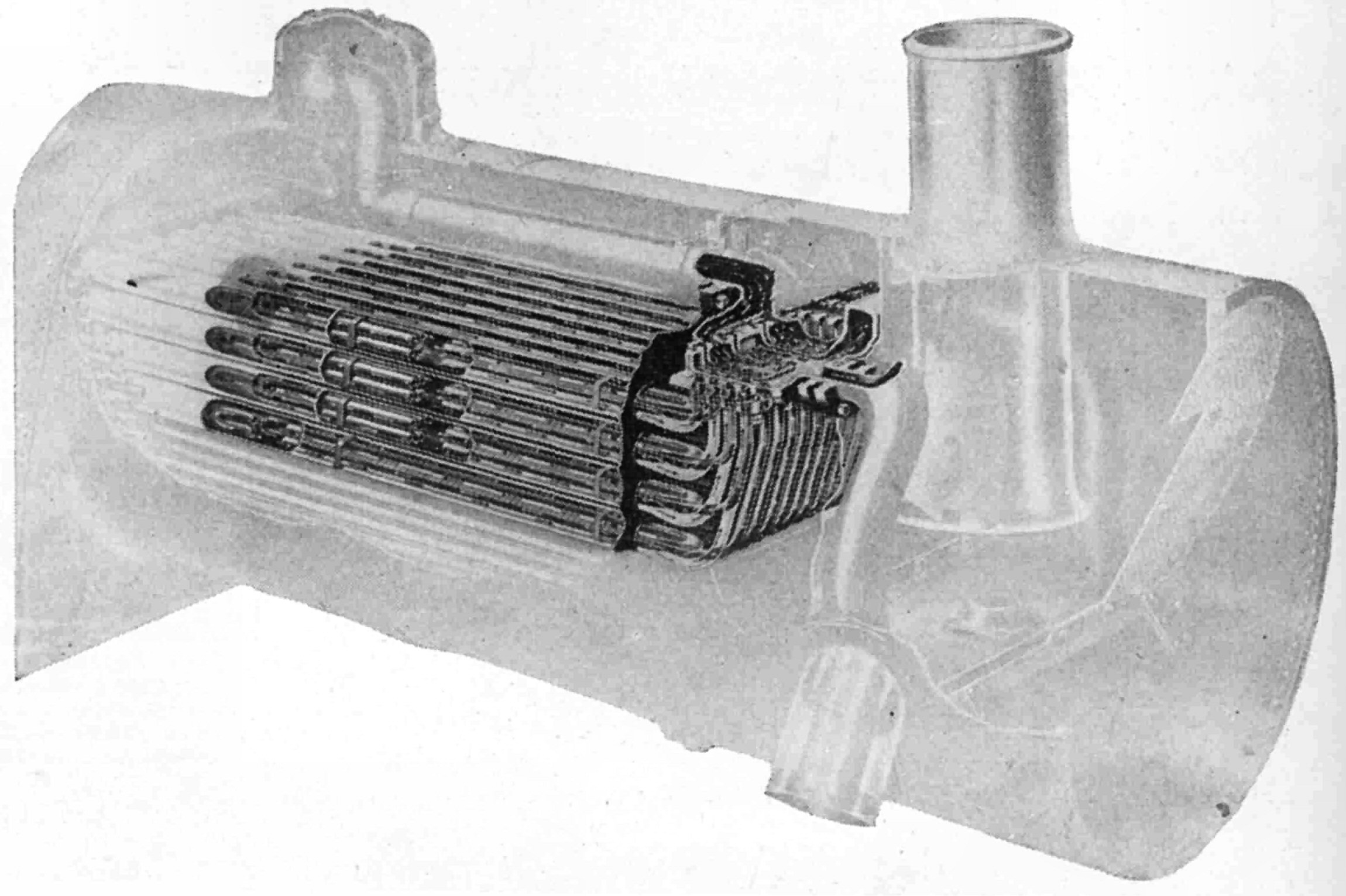
Пароперегреватель паровоза. Общий вид.

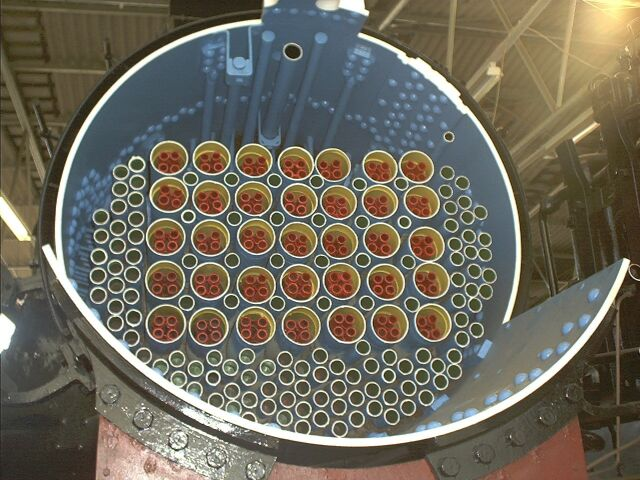
Разрез котла паровоза. Оранжевым цветом обозначены трубы пароперегревателя.

Пароперегрева́тель — устройство, предназначенное для перегрева пара, то есть повышения его температуры выше точки насыщения. Использование перегретого пара позволяет значительно поднять КПД паровой установки.
Перегретый пар широко применяется для питания турбин на тепловых электростанциях, с начала XX века использовался на всех типах паровозов. Также были разработаны проекты ядерных реакторов, где часть технологических каналов должны были использоваться для перегрева пара перед подачей в турбины (подробнее см. в статье РБМК), также перегретый пар позволяют получать газоохлаждаемые реакторы с графитовым замедлителем (см. AGR), и реакторы на быстрых нейтронах с ЖМТ-теплоносителем (см. БН-600, БН-800 и БН-1200). 
Пароперегреватель представляет собой систему трубчатых каналов, проходящих через топку. Для того, чтобы уменьшить отложения накипи на стенках, пароперегреватели подключаются к системе после паросепараторов, отделяющих мелкие капли воды. Образование накипи приводит к увеличению теплового сопротивления стенок каналов, что, в свою очередь, приводит к перегреву и выгоранию элементов пароперегревателя.
При использовании низкосортных углей часто возникает проблема абразивного износа труб пароперегревателя продуктами горения. Для снижения износа применяют газотермическое напыление защитных покрытий.

## Классификация пароперегревателей
По способу передачи тепловой энергии
- радиационные;
- конвективные;
- комбинированные (радиационно-конвективные).

В свою очередь, конвективные пароперегреватели различаются по соотношению потоков пара и нагревающего газа на:
- прямоточные (направления движения греющей и нагреваемой среды совпадают);
- противоточные (направления движения сред противоположны);
- комбинированные.

Прямоточные пароперегреватели создают максимальные разности температур между паром и газом, но имеют низкий срок службы из-за пережигания (разрушения в результате длительного воздействия недопустимо высокой температуры) труб. У противоточных наиболее интенсивно охлаждаются витки в зоне высоких температур, однако у них тоже возможен пережог при накоплении накипи и снижения степени охлаждения трубы. Комбинированные пароперегреватели работают с противотоком в области низких температур газов и прямотоком в области высоких температур, достигая компромисса между свойствами двух предыдущих типов.
В целях повышения стабильности температуры пара на выходе пароперегревателя он может быть оборудован специальным регулятором, который работает на одном из следующих принципов:
- управляемый впрыск конденсата на входе пароперегревателя, что изменяет степень влажности пара;
- направление части пара в пароохладитель (наиболее распространён);
- регулирование потока нагревающих газов;
- поворот горелок котла и др.

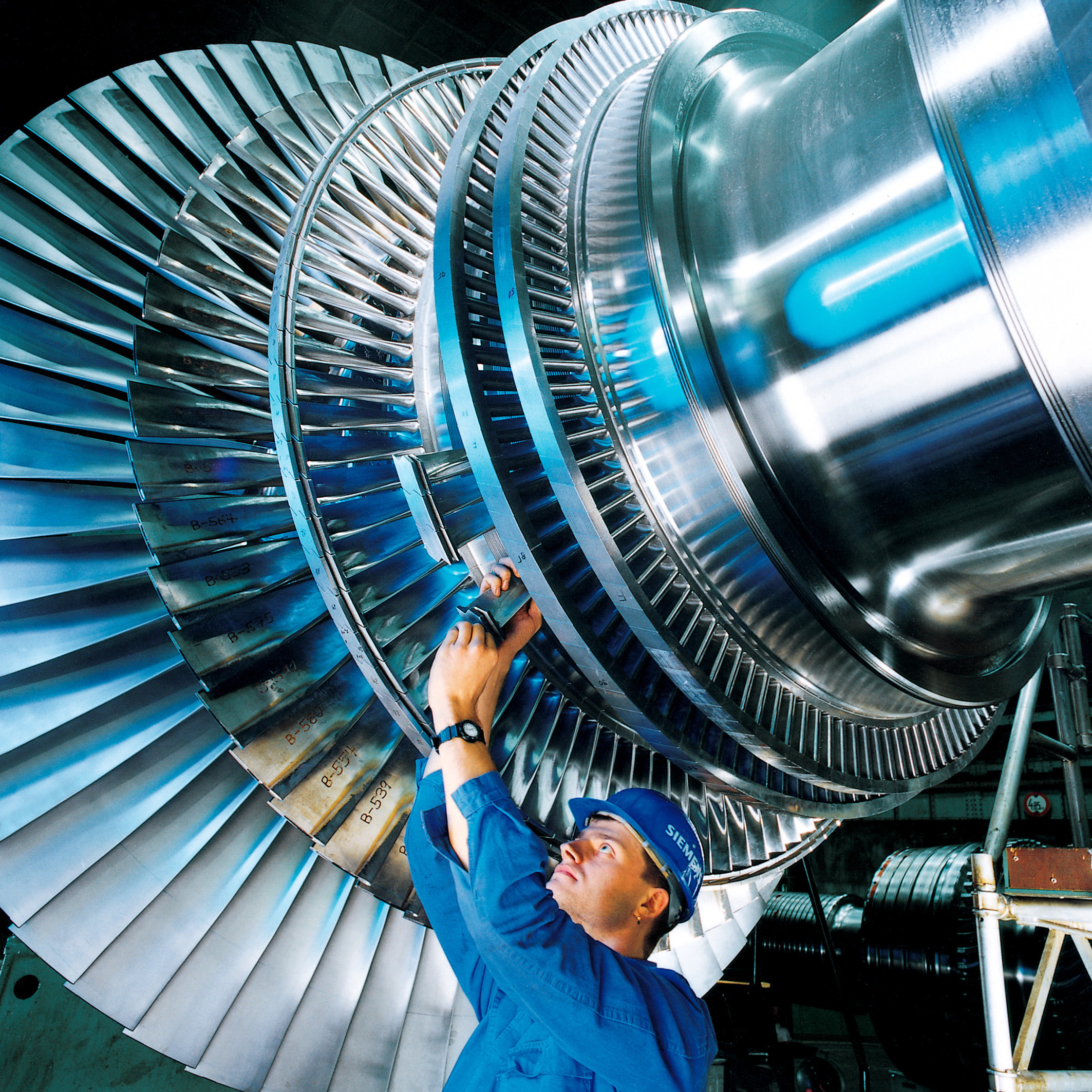
Паровая турбина

В современной энергетике, в котлах высокого и сверхвысокого давления, применяются промежуточные (вторичные) пароперегреватели, в которые подаётся пар после расширения в цилиндре высокого давления паровой турбины. Промежуточный перегрев пара применяется для снижения степени влажности пара в последних ступенях турбины и, как следствие, получения возможности понизить давление на выходе из турбины. Это позволяет полнее использовать теплоту, подведённую с паром, и, как следствие, повысить КПД установки. Конструкция вторичных пароперегревателей принципиально не отличается от конструкции первичных.

## Обеспечение надёжности работы пароперегревателя

### Причины и виды повреждений пароперегревателей
Для обеспечения надёжной работы котлоагрегата необходимо обеспечивать надёжность пароперегревателя, однако существует ряд причин, в связи с которыми работа котлоагрегата нарушается. Чтобы знать, как избежать подобных повреждений необходимо знать, что вызывает нарушение работы пароперегревателя. Основными причинами являются:
- Длительная работа с повышенной по сравнению с заданной температурой, а также кратковременная работа металла труб с недопустимо высокой температурой. Такие воздействия приводят к изменению структуры металла и разрывам труб.
- Резкие колебания температур ведут к нарушению металла с образованием кольцевых трещин.
- Коррозия труб пароперегревателя и золовый износ труб в непрямолинейных местах.
- Дефекты металла труб.
- Ошибочная установка труб несоответствующей маркировки.
- Некачественный ремонт или монтаж пароперегревателя.[1]